# Colibrí fosc
El colibrí fosc (Phaenoptila sordida) és una espècie d'ocell de la subfamília dels troquilins (Trochilinae) dins la família dels troquílids (Trochilidae) i única espècie del gènere Phaeoptila Gould, 1861

## Hàbitat i distribució
Habita matolls àrids, vegetació secundària, boscos i ciutats de les muntanyes des de Michoacán, Mèxic i l'estat d'Hidalgo cap al sud fins Oaxaca i l'estat de Puebla.

## Taxonomia
El colibrí fosc era ubicat al gènere Cynanthus. A partir d'estudis filogenètics moleculars recents, el Comitè Ornitològic Internacional el va incorporar al recuperat gènere Phaeoptila.